# 山东省千佛山医院
山东省千佛山医院 (英語：Shandong Provincial Qianfoshan Hospital)，创立于1960年，是一所集医疗、科研、教学、预防、保健、康复为一体的大型综合三级甲等医院，位于中华人民共和国山东省济南市历下区经十路16766号，医院占地7万余平方米，建筑总面积23万余平方米，拥有床位2899张，职工3990余人。